# Aunac-sur-Charente
Aunac-sur-Charente is een gemeente in het Franse departement Charente in de egio Nouvelle-Aquitaine. De gemeente maakt deel uit van het arrondissement Confolens.

## Geschiedenis
Aunac-sur-Charente is op 1 januari 2017 ontstaan door de fusie van de gemeenten Aunac, Bayers en Chenommet. De gemeente telde 662 inwoners op 1 januari 2022. Op 1 januari 2025 werd de gemeente Moutonneau aan Aunac-sur-Charente toegevoegd.

## Geografie
De oppervlakte van Aunac-sur-Charente bedroeg op 1 januari 2022 17,01 vierkante kilometer; de bevolkingsdichtheid was toen 38,9 inwoners per km².
De onderstaande kaart toont de ligging van Aunac-sur-Charente met de belangrijkste infrastructuur en aangrenzende gemeenten.

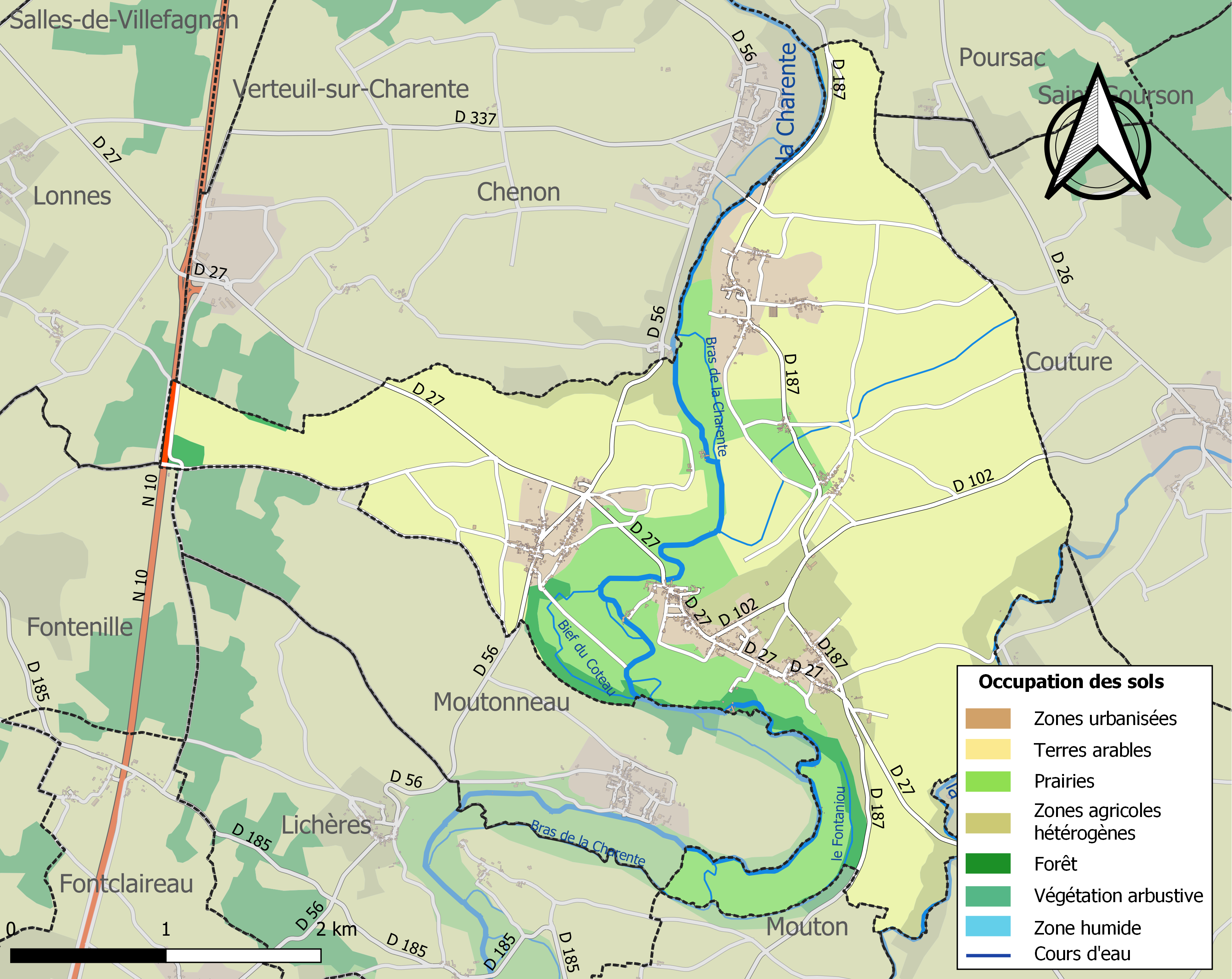